# Alberto Cardona
Alberto Cardona fue un futbolista argentino. Se desempeñaba en el puesto de delantero y su primer club fue Rosario Central.

## Carrera

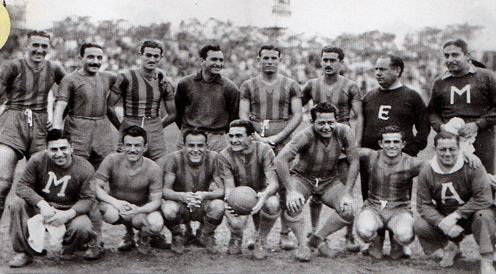
Rosario Central en 1946. Parados: Santiago Armandola, José Casalini, César Castagno, Roberto Quattrocchi, Alfredo Fógel, Pedro Guzmán, Ángel Fernández Roca (entrenador); hincados: Juan Cámer, Benjamín Santos, Federico Geronis, Waldino Aguirre, Alberto Cardona.

Inició su carrera deportiva en el canalla. Su debut como profesional se registró en el Campeonato de Primera División de 1944, cuando el 12 de noviembre Central enfrentó a Estudiantes en La Plata y cayó 3-1; el entrenador centralista era Enrique Palomini. Continuó las siguientes temporadas alternando la primera con la reserva, llegando a jugar 9 encuentros en la máxima categoría con Central, convirtiendo su único gol con la casaca auriazul ante Estudiantes, venciendo el canalla 4-0, marcando Cardona el 3-0 transitorio a los '32 de juego. En 1947 fue traspasado a Tigre, jugando tres temporadas en el cuadro de Victoria. Allí disputó 73 partidos y marcó 13 goles. Se destaca su participación en el encuentro en que Tigre derrotó a River Plate 3-2, el 2 de noviembre de 1947, triunfo ante este rival que se repetiría recién 60 años más tarde.

## Clubes
| Club            | País      | Año       | PJ | Goles |
| --------------- | --------- | --------- | -- | ----- |
| Rosario Central | Argentina | 1944-1946 | 9  | 1     |
| Tigre           | Argentina | 1947-1949 | 73 | 13    |